# Antônio Augusto (trompista)
Antônio Augusto (nascido Antonio José Augusto, Belém, 1964 - Rio de Janeiro, 2020) foi um trompista brasileiro, professor da Escola de Música da UFRJ, autor de livros sobre música de câmara. Foi um dos precursores da trompa em Belém. Foi solista nas Orquestras Sinfônica Brasileira (OSB), Petrobras Sinfônica (Opes), Sinfônica do Estado de São Paulo (Osesp) e Sinfônica de Campinas.

## Vida pregressa
Antônio José Augusto nasceu em 17 de agosto de 1964, em Belém, no Pará. Era filho de Luiz Augusto e Olinda de Jesus.

## Carreira
Antônio Augusto era Doutor em História Social, Mestre em Trompa, e especializado no Royal Welsh College of Music and Drama (País de Gales). Atuou como professor de música de câmara na Escola de Música da UFRJ a pertir de 2009. Entre 2010 e 2019, foi coordenador dos núcleos pedagógico e acadêmico do Festival Villa-Lobos (do Museu Villa-Lobos).
Integrou o Trio da Canção Brasileira, com quem fez uma turnê pela América Central em 2009 e uma turnê por quatro estados do Brasil em 2010.
Fez parte do conjunto Art Metal Quinteto, criado em 1995 e "considerado um dos melhores conjuntos brasileiros de metais", com quem apresentou-se inclusive na Academia Brasileira de Letras, em 2014.

### Orquestras
- 1988 - Orquestra Petrobras Sinfônica[5]
- 1988 - 2011 - Orquestra Sinfônica Brasileira[5]
- 1985 - 1986 - Orquestra Sinfônica Estadual de São Paulo[5]
- 1984 - 1985 - Orquestra Sinfônica de Campinas[5]

## Vida pessoal
Antônio Augusto teve dois filhos: Victor e Cesar. Faleceu por conta de um câncer no pulmão, e seu velório foi no Foyer do Salão Leopoldo Miguez, da Escola de Música da UFRJ.

## Prêmios e homenagens
- 2023 - Octeto #1 foi executada em homenagem a ele e a Daniel Havens em apresentação do Octeto Feminino do Brasil no Teatro Paschoal Carlos Magno[10]
- 2022 - Homenagem na apresentação do Quinteto de Trompas e Piano, no Theatro da Paz, em Belém[3]
- 2020 - Homenagem no programa Música e Músicos do Brasil, da Rádio EBC[11]
- ? - Fundo de Apoio à Música - FAM, Prefeitura do Rio de Janeiro[5]
- 2013 - Prêmio Funarte de Concertos Didáticos 2013 (Banda Filarmônica do Rio de Janeiro)[5][12]
- 2012 - Secretaria Municipal de Cultura de 2012[5]
- 2010 - Prêmio Circuito Funarte de Música Clássica de 2010[5][13]
- 2010 - Prêmio Funarte de Produção Crítica em Música[5]

## Discografia
Com o grupo Art Metal Quinteto gravou quatro CDs, destacando umrepertório majoritariamente dedicado à música brasileira. Neles, incluem-se os resgastes de obras de compositores como Anacleto de Medeiros, Henrique Alves de Mesquita, Chiquinha Gonzaga, J. Elias, além da produção contemporânea para quinteto de metais.
- Da Renascença ao Jazz